# Mohand Amokrane Maouche
Pour les articles homonymes, voir Mohand.

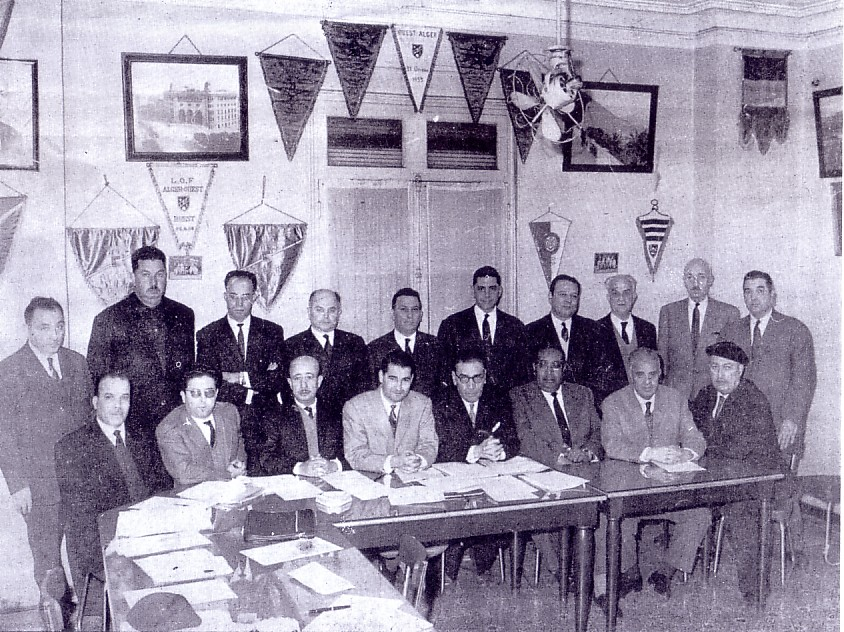
Réunion de fondation de la FAF le 21 octobre 1962, on reconnait le Docteur maouch assis au centre, quatrième place en partant de la gauche.

Mohand Amokrane Maouche, né le 11 août 1925 à Sidi-Aïch en Algérie, et mort le 2 janvier 1971 dans un crash d'avion à 8 km de l’aéroport de Tripoli en Libye, est un dirigeant du football algérien. Médecin de formation, Maouche commence, dès sa jeunesse, à s'intéresser fortement au football.
Il est le fondateur et le premier président de la Fédération algérienne de football (FAF) qu'il dirigea de 1962 à 1969. Il fut également le premier président du Comité olympique algérien (COA) qu'il dirigea de 1963 à 1965.

## Biographie

### Jeunesse
Mohand Amokrane Maouche est né le 11 août 1925 à Tissira dans la commune de Sidi-Aïch au sein d’une famille modeste, il fut athlète et footballeur, tout en suivant des études ponctuées par un doctorat en médecine. Champion universitaire du 100 mètres à Constantine. Il rejoint Alger, il entama une carrière de footballeur au Red Star Algérois entre 1946 et 1953, il a inscrit 12 buts en division d'honneur saison 1950-51.

### Instances sportives

#### La Fédération algérienne de football
Mohand Maouche initie la fondation de la Fédération algérienne de football (FAF). Le 21 octobre 1962, il élu président. Il lance le premier championnat de football du pays. Il s'agissait encore d'un championnat régional appelé "Critérium". Soixante équipes réparties en cinq groupes de dix s'affrontent pour terminer premier champion de ces groupes. Puis les vainqueurs s'affrontent dans une seconde phase en "play-off" afin d'en désigner le premier champion d'Algérie. Tout le système footballistique en Algérie doit être repensé cependant. On garde les principales Ligues de Région et on les renomme Région Ouest (ex-Ligue d'Oran), Région Centre (ex-Ligue d'Alger) et Région Est (ex-Ligue de Constantine).
Parallèlement au championnat, Mohand Maouche, lance une autre compétition d'envergure nationale la Coupe. Il s'agissait de permettre à tous les clubs affiliés de s'affronter dans une compétition de type coupe, à l'échelle nationale. C'est en se basant sur ce qui se faisait déjà partout ailleurs dans le monde, et notamment en Europe, que naquit la première Coupe d'Algérie de football.

#### Le Comité olympique algérien
Mohand Maouche est l'initiateur de la création du Comité olympique algérien. Le 18 octobre 1963, le COA a été créé lors d'une réunion au Crédit municipal d'Alger, regroupant le Dix-sept pionniers. Le bureau est alors composé de douze membres dont sept représentants des fédérations élus par leurs pairs, et cinq membres désignés. Le 23 octobre 1963, il est élu président du Comité olympique algérien par les membres du bureau exécutif.
En janvier 1964, Mohand Maouche et Mustapha Larfaoui, respectivement président et secrétaire général du Comité Olympique Algérien fut présenté le dossier d'adhésion de l'Algérie au Comité international olympique qui reconnaît le COA le 27 janvier 1964, à l'occasion de la 62e session tenue en marge des IXe Jeux olympiques d'hiver à Innsbruck en Autriche.

#### La Confédération africaine de football
Mohand Maouche exige notamment la révision des statuts de la CAF, en décembre 1965, à Tunis. Ils étaient, à l’époque, trop favorables à l’Égypte. Il s’attaque également aux privilèges du secrétaire général honoraire. Une fois élu au comité exécutif et devient Vice-président de la CAF, il entreprend de convaincre ses pairs d’adopter une véritable politique de développement. Le 5 février 1970, à l’occasion de l’assemblée générale de la CAF à Khartoum, il est avec Mawade Wade l’auteur d’une motion réclamant la création d’une commission spéciale d’étude et de modification des statuts et des règlements de la CAF. Le texte sera approuvé par vingt associations nationales sur les trente-quatre affiliées à l’époque. Membre de cette commission, il participe à ses travaux mais n’en verra jamais les conclusions, adoptées le 21 février 1972 à Yaoundé.

## Hommages
Le trophée de la coupe d'Algérie de football porte en sous-titre le nom "Docteur Mohand Amokrane Maouche"
En 1980, un établissement hospitalier spécialisé (EHS) à Alger porte le nom de Mohand Amokrane Maouche.
Un stade de la commune de Chemini en Kabylie porte son nom officiellement depuis 
2018.